# Gordon Aalborg
Gordon Aalborg (Alberta, Canadá; 5 de febrero de 1942) es un escritor, que ha trabajado como reportero, columnista, presentador radio-televisivo y otras profesiones relacionadas con la escritura y los medios de comunicación, aunque alcanzó la fama gracias a su faceta como novelista romántico bajo el seudónimo femenino Victoria Gordon, actualmente también publica libros de misterio con su nombre real.
Gordon reside en Sídney, con su esposa, la también autora de romances y misterios, Denise Dietz.

## Biografía
Comenzó su carrera de escritor como reportero, columnista y más tarde como jefe de oficina de "The Edmonton Journal" en su ciudad natal.
Durante los años 70 trabajó como periodista autónomo y presentador radio-televisivo.
En su faceta como novelista, Gordon se convirtió en la autora romántica Victoria Gordon en respuesta de la reclamación de un editor de que “ningún hombre” escribía romancede la categoría de Harlequin (de hecho está extensamente difundida la creencia de que Gordon fue el primer hombre en aceptar seriamente el desafío). Publicó su primera novela en 1980 y “ella” alcanzó el éxito vendiendo en 15 años 20 novelas a Harlequin y a Mills & Boon, que han sido publicadas en todo el mundo en diversos idiomas. Gordon, también ha escrito novelas de suspense bajo su nombre real.

## Obras

### Como "Victoria Gordon"
- 1980/12: "The sugar dragon"	(Ingenua pecadora)
- 1981/01: "Blind man's buff"	(Amor ciego)
- 1981/02: "Wolf at the door"
- 1981/04: "The everywhere man"
- 1981/06: "Always the boss"	(Amor en directo)
- 1981/09: "Dream house"	(Un excéntrico anfitrión)
- 1982/01: "Stag at bay"	(Odio a los hombres)
- 1982/06: "Dinner at Wyatt's"	(Carta de amor)
- 1982/08: "Battle of wills"	(Batalla de voluntades = Llamarada de pasiones)
- 1985/03: "Bushranger's mountain"	(Realización de un sueño)
- 1985/05: "Age of consent"	(Aprendiz de amante)
- 1985/05; "Cyclone season"	(Como un ciclón)
- 1986/10: "Forest fever"	(Cumbres de pasiones = Cumbres de pasión)
- 1989/01: "Arafura pirate"	(El pirata de mis sueños)
- 1990/07; "Love thy neighbour"	(Ama a tu prójimo = El vecino)
- 1993/09: "Gift-wrapped"	(Destellos de ensueño)
- 1993/11: "A taxing affair"	(Romance conflictivo = Camino al altar)
- 1994/07: "A magical affair"	(Una relación mágica)
- 1995/10: "An irresistible flirtation"
- 1996/05: "Beguiled and bedazzled"	(El poder de la seducción)
- 2003/02: "Sunset woman"
- 2004/04: "Finding bess"

- (El que más pueda) Título original desconocido.

### Como "Gordon Aalborg"
- "Cat tracks"	2002,04
- "The specialist"	2004,12